# Staurastrum minnesotense
Staurastrum minnesotense là một loài Song tinh tảo trong họ Desmidiaceae, thuộc chi Staurastrum.